# Олиник, Келли
Келли Олиник (англ. Kelly Olynyk; род. 19 апреля 1991, Торонто) — канадский баскетболист. Был выбран под общим 13-м номером на драфте НБА 2013 года командой «Даллас Маверикс». Играет на позициях тяжёлого форварда и центрового. Выступает за команду Национальной баскетбольной ассоциации «Сан-Антонио Спёрс».

## Ранние годы
Олиник родился в баскетбольной семье. Его отец, Кен, был главным тренером мужской баскетбольной команды Торонтского университета в период с 1989 по 2002 гг., а с 1983 по 1996 тренировал юношескую сборную Канады, за которую тогда выступал «будущая звезда» канадского баскетбола — Стив Нэш. Его мать, Арлен, была судьёй в женской университетской баскетбольной лиге. С 1995 по 2004 года работала на матчах «Торонто Рэпторс» протоколистом счёта во время игр.

## Профессиональная карьера
Олиник был выбран под 13-м общим номером в первом раунде драфта НБА 2013 года командой «Даллас Маверикс» и сразу же был обменян в «Бостон Селтикс» на права на Лукаса Ногейру и два будущих драфт-пика второго раунда. 7 июля 2013 года Олиник подписал контракт новичка с «Селтикс».
По итогам первой половины сезона 2013/14 Олиник был приглашён для участия в матче восходящих звёзд НБА, а по окончании сезона он был включён во вторую сборную новичков НБА.
В июле 2014 года Келли принял участие в летней лиге НБА за «Селтикс». 29 октября 2014 года «Селтикс» использовали право на продление контракта Олиника до конца сезона 2015/16. 15 декабря Келли установил личный рекорд результативности, набрав в матче с «Филадельфией 76» 30 очков.
22 января 2015 года Олиник получил травму после неудачного приземления. Первоначально предполагалось, что он вернётся вскоре после звёздного уик-энда, но возвращение затянулось и, в итоге, он пропустил 18 матчей. На паркет он вернулся 4 марта в игре против «Юты Джаз», в которой сделал один подбор и одну передачу.
4 июля 2017 года «Селтикс» прекратили сотрудничество с игроком, а он сам стал неограниченно свободным агентом.
7 июля 2017 года Олиник подписал четырёхлетний контракт стоимостью 50 млн. с командой «Майами Хит». Дебютировал в матче открытия сезона 18 октября 2017 года, набрал 10 очков, а его команда проиграла со счётом 116—109 клубу «Орландо Мэджик».
25 марта 2021 года Олиник, Эйвери Брэдли и право на обмен пиками на драфте 2022 года были обменяны в «Хьюстон Рокетс» на Виктора Оладипо. Олиник дебютировал за «Рокетс» в матче против «Тимбервулвз» 27 марта, набрав 16 очков, четыре подбора и четыре передачи за 25 минут.
6 августа 2021 года Олиник подписал 3-летний контракт с «Детройт Пистонс» на сумму 37 миллионов долларов.
26 сентября 2022 года Олиник был обменян с Сэйбеном Ли в «Юта Джаз» на Бояна Богдановича. 23 октября Олиник набрал 20 очков, а также забил гейм-виннер в матче против «Нью-Орлеан Пеликанс».
8 февраля 2024 года Олиник был обменян в «Торонто Рэпторс» вместе с Очаем Агбаджи на Кайру Льюиса (младшего), Отто Портера (младшего) и выбор первого раунда драфта 2024 года, а 4 марта он подписал многолетнее продление контракта с «Рэпторс».
6 февраля 2025 года «Рэпторс» обменяли Олиника, Брюса Брауна и несколько драфт-пиков в «Нью-Орлеан Пеликанс» на Брэндона Ингрэма.

## Достижения

### Сборная Канады
- Бронзовый призёр чемпионата мира: 2023

## Статистика

### Статистика в НБА
| Сезон                                                                                    | Команда    | Регулярный сезон | Регулярный сезон | Регулярный сезон | Регулярный сезон | Регулярный сезон | Регулярный сезон | Регулярный сезон | Регулярный сезон | Регулярный сезон | Регулярный сезон | Регулярный сезон | Серия плей-офф | Серия плей-офф | Серия плей-офф | Серия плей-офф | Серия плей-офф | Серия плей-офф | Серия плей-офф | Серия плей-офф | Серия плей-офф | Серия плей-офф | Серия плей-офф |
| Сезон                                                                                    | Команда    | GP               | GS               | MPG              | FG%              | 3P%              | FT%              | RPG              | APG              | SPG              | BPG              | PPG              | GP             | GS             | MPG            | FG%            | 3P%            | FT%            | RPG            | APG            | SPG            | BPG            | PPG            |
| ---------------------------------------------------------------------------------------- | ---------- | ---------------- | ---------------- | ---------------- | ---------------- | ---------------- | ---------------- | ---------------- | ---------------- | ---------------- | ---------------- | ---------------- | -------------- | -------------- | -------------- | -------------- | -------------- | -------------- | -------------- | -------------- | -------------- | -------------- | -------------- |
| 2013/14                                                                                  | Бостон     | 70               | 9                | 20,0             | 46,6             | 35,1             | 81,1             | 5,2              | 1,6              | 0,5              | 0,4              | 8,7              | Не участвовал  | Не участвовал  | Не участвовал  | Не участвовал  | Не участвовал  | Не участвовал  | Не участвовал  | Не участвовал  | Не участвовал  | Не участвовал  | Не участвовал  |
| 2014/15                                                                                  | Бостон     | 64               | 13               | 22,2             | 47,5             | 34,9             | 68,4             | 4,7              | 1,7              | 1,0              | 0,6              | 10,3             | 4              | 0              | 13,3           | 53,8           | 50,0           | 50,0           | 1,3            | 0,5            | 0,5            | 0,5            | 4,5            |
| 2015/16                                                                                  | Бостон     | 69               | 8                | 20,2             | 45,5             | 40,5             | 75,0             | 4,1              | 1,5              | 0,8              | 0,5              | 10,0             | 4              | 0              | 8,0            | 11,1           | 0,0            | -              | 1,0            | 0,8            | 0,3            | 0,0            | 0,5            |
| 2016/17                                                                                  | Бостон     | 75               | 6                | 20,5             | 51,2             | 35,4             | 73,2             | 4,8              | 2,0              | 0,6              | 0,4              | 9,0              | 18             | 2              | 19,2           | 51,2           | 31,9           | 73,3           | 3,2            | 1,9            | 0,7            | 0,8            | 9,2            |
| 2017/18                                                                                  | Майами     | 76               | 22               | 23,4             | 49,7             | 37,9             | 77,0             | 5,7              | 2,7              | 0,8              | 0,5              | 11,5             | 5              | 0              | 29,2           | 47,7           | 42,1           | 70,0           | 4,6            | 3,8            | 1,4            | 1,2            | 12,8           |
| 2018/19                                                                                  | Майами     | 79               | 36               | 22,9             | 46,3             | 35,4             | 82,2             | 4,7              | 1,8              | 0,7              | 0,5              | 10,0             | Не участвовал  | Не участвовал  | Не участвовал  | Не участвовал  | Не участвовал  | Не участвовал  | Не участвовал  | Не участвовал  | Не участвовал  | Не участвовал  | Не участвовал  |
| 2019/20                                                                                  | Майами     | 67               | 9                | 19,4             | 46,2             | 40,6             | 86,0             | 4,6              | 1,7              | 0,7              | 0,3              | 8,2              | 17             | 0              | 15,2           | 47,4           | 34,7           | 82,1           | 4,6            | 1,1            | 0,2            | 0,5            | 7,6            |
| 2020/21                                                                                  | Майами     | 43               | 38               | 26,9             | 43,1             | 31,7             | 77,5             | 6,1              | 2,1              | 0,9              | 0,6              | 10,0             | Не участвовал  | Не участвовал  | Не участвовал  | Не участвовал  | Не участвовал  | Не участвовал  | Не участвовал  | Не участвовал  | Не участвовал  | Не участвовал  | Не участвовал  |
| 2020/21                                                                                  | Хьюстон    | 27               | 24               | 31,1             | 54,5             | 39,2             | 84,4             | 8,4              | 4,1              | 1,4              | 0,6              | 19,0             | Не участвовал  | Не участвовал  | Не участвовал  | Не участвовал  | Не участвовал  | Не участвовал  | Не участвовал  | Не участвовал  | Не участвовал  | Не участвовал  | Не участвовал  |
| 2021/22                                                                                  | Детройт    | 40               | 1                | 19,1             | 44,8             | 33,6             | 77,5             | 4,4              | 2,8              | 0,8              | 0,5              | 9,1              | Не участвовал  | Не участвовал  | Не участвовал  | Не участвовал  | Не участвовал  | Не участвовал  | Не участвовал  | Не участвовал  | Не участвовал  | Не участвовал  | Не участвовал  |
| 2022/23                                                                                  | Юта        | 68               | 68               | 28,6             | 49,9             | 39,4             | 85,3             | 6,2              | 3,7              | 0,9              | 0,5              | 12,5             | Не участвовал  | Не участвовал  | Не участвовал  | Не участвовал  | Не участвовал  | Не участвовал  | Не участвовал  | Не участвовал  | Не участвовал  | Не участвовал  | Не участвовал  |
| 2023/24                                                                                  | Юта        | 50               | 8                | 20,4             | 56,2             | 42,9             | 84,2             | 5,1              | 4,4              | 0,7              | 0,2              | 8,1              | Не участвовал  | Не участвовал  | Не участвовал  | Не участвовал  | Не участвовал  | Не участвовал  | Не участвовал  | Не участвовал  | Не участвовал  | Не участвовал  | Не участвовал  |
| 2023/24                                                                                  | Торонто    | 28               | 19               | 26,4             | 54,8             | 33,8             | 82,4             | 5,6              | 4,6              | 1,3              | 0,6              | 12,7             | Не участвовал  | Не участвовал  | Не участвовал  | Не участвовал  | Не участвовал  | Не участвовал  | Не участвовал  | Не участвовал  | Не участвовал  | Не участвовал  | Не участвовал  |
| 2024/25                                                                                  | Торонто    | 24               | 2                | 16,0             | 50,0             | 44,2             | 79,1             | 3,7              | 2,3              | 0,7              | 0,3              | 7,1              | Не участвовал  | Не участвовал  | Не участвовал  | Не участвовал  | Не участвовал  | Не участвовал  | Не участвовал  | Не участвовал  | Не участвовал  | Не участвовал  | Не участвовал  |
| 2024/25                                                                                  | Нью-Орлеан | 20               | 20               | 25,4             | 50,0             | 38,9             | 75,4             | 5,9              | 3,6              | 0,9              | 0,6              | 10,7             | Не участвовал  | Не участвовал  | Не участвовал  | Не участвовал  | Не участвовал  | Не участвовал  | Не участвовал  | Не участвовал  | Не участвовал  | Не участвовал  | Не участвовал  |
|                                                                                          | Всего      | 800              | 283              | 22,5             | 48,6             | 37,1             | 79,6             | 5,2              | 2,5              | 0,8              | 0,5              | 10,2             | 48             | 2              | 17,4           | 48,3           | 34,7           | 75,0           | 3,5            | 1,6            | 0,6            | 0,6            | 7,9            |
| Наведите курсор мыши на аббревиатуры в заголовке таблицы, чтобы прочесть их расшифровку. |            |                  |                  |                  |                  |                  |                  |                  |                  |                  |                  |                  |                |                |                |                |                |                |                |                |                |                |                |

### Статистика в NCAA
| Сезон | Команда | Conf  | Class | GP  | GS | MPG  | FG%  | 3P%  | FT%  | RPG | APG | SPG | BPG | PPG  |
| --- | ------- | ----- | ----- | --- | -- | ---- | ---- | ---- | ---- | --- | --- | --- | --- | ---- |
| 2009/10 | Гонзага | WCC   | FR    | 34  | 0  | 12,3 | 50,0 | 22,2 | 59,6 | 2,7 | 0,8 | 0,5 | 0,1 | 3,8  |
| 2010/11 | Гонзага | WCC   | SO    | 35  | 4  | 13,5 | 57,4 | 44,4 | 61,8 | 3,8 | 0,7 | 0,3 | 0,1 | 5,8  |
| 2012/13 | Гонзага | WCC   | JR    | 32  | 27 | 26,4 | 62,9 | 30,0 | 77,6 | 7,3 | 1,7 | 0,7 | 1,1 | 17,8 |
| Всего | Всего   | Всего | Всего | 101 | 31 | 17,2 | 59,4 | 33,3 | 70,9 | 4,6 | 1,1 | 0,5 | 0,5 | 8,9  |
| Наведите курсор мыши на аббревиатуры в заголовке таблицы, чтобы прочесть их расшифровку Статистика приведена с сайта sports-reference.com |         |       |       |     |    |      |      |      |      |     |     |     |     |      |